# Информпространство
«Информпространство» — культурологическое, общественно-историческое, литературное периодическое издание. Издавалось в Москве с 2001 по 2016 год. Выпускалось при творческом участии Союза писателей Москвы. Главный редактор — Евгений Бень (с № 1 по № 191).

## История
В 2001—2002 годах СМИ выходило в Москве под названиями «Новое» и «Новое пространство». С 2003 года (ПИ N1-00919 от 20.12.2002) по настоящее время под названием «Информпространство». В первые годы под одной обложкой помещались культурологическая и строительно-промышленная версии (максимальный тираж был 150 тыс. экз.). Про то время, по словам Льва Аннинского: «…Странное издание: газета „Информпространство“: там страницы развеселой и разноцветной рекламы перемежаются страницами, на которых публикуются статьи по культурологии, политологии, социологии, истории. (Как на ТВ, где умные передачи перемежаются рекламой: хочешь — смотри, хочешь — переключайся.) Так и тут: хочешь — вникай в объявления, а хочешь — пролистывай их и читай серьёзное, взмывай из щелей рекламы в загадочные небеса» («Дружба народов», 2007, № 9). С конца 2005 года культурологический альманах «Информпространство» начал выходить отдельно. Однако строительно-промышленная версия не пережила экономический кризис: осенью 2009 года её выпуск был прекращен. С мая 2009 года по сентябрь 2013 года культурологическая версия (№ 122—123, 127—182) публиковалась и в качестве внутреннего самостоятельного приложения к одной из крупнейших израильских русскоязычных газет «Новости недели» (тираж таких СМИ в Израиле, где указание количества экземпляров не практикуется, по мнению эксперта, составляет 10-15 тыс. экз.). До ноября 2013 года издание выходило в газетном формате А3 — поначалу один раз в неделю или два раза в месяц, а с 2002 года ежемесячно. Наряду с позитивными откликами на СМИ можно обнаружить и единственный сдержанно-критичный Александра Гарроса 2007 года, писавшего по поводу нескольких изданий, в том числе «Информпространства», в заметке «Поверх форматов»: «…Взгляд запинается на вопиющей разнородности…» («Новая газета», 25 января 2007, № 5).
С ноября 2013 года по 2016 год под тем же названием в Москве ежеквартально в формате А5 выходил культурологический, общественно-исторический, литературный альманах (в выходных данных номер 183-й — стартовый в измененном формате — преемственно помечен «альманах-газетой») объёмом от 174 до 184 полос с корешком и в полноцветной обложке. Говоря о современных глобальных межэтнических и межрелигиозных противоречиях, Лев Аннинский отметил 16 октября 2013 года на вечере «Информпространства» в Центральном доме литераторов (ЦДЛ): «И в этих условиях „Информпространство“ — одно из зданий, которое помогает эти грабли понемногу разбирать». Главный редактор Евгений Бень, представляя издание в «Литературной газете»: «В „Информпространстве“ печатаются материалы по философии и традиции, прозаические произведения, поэзия, воспоминания, публицистика, эссе, исследования по широкому спектру гуманитарных вопросов. И при всей многоликости у читателя, надеюсь, не возникает ощущения „разорванности“ и диссонанса. Отправные точки здесь — гуманизм и толерантность, сопряженные с представлениями о традиции и преемственности» («Диалог из глубины», ЛГ, № 50 (6443),18 декабря 2013).
В разные годы в издании «Информпространства» принимали непосредственное участие ушедшие из жизни поэт Римма Казакова (см. раздел Общественная деятельность в статье о ней в Википедии), писатель Георгий Балл, историк Москвы Юрий Александров и многие другие.
С 2006 года «Информпространство» являлось корпоративным членом Евразийской академии телевидения и радио (ЕАТР). Слово «информпространство», возникшее как название СМИ в конце 2002 года, получило распространение в общественном обиходе. В 2015 году «Информпространство» (вместе с главным редактором Евгением Бенем) отмечено званием лауреата Всероссийского литературного конкурса «70 лет Победы» «за многолетнее и широкое освещение темы» Великой Отечественной войны.
В 2000-е годы в разное время заместителями главного редактора были Владимир Радзишевский (выходные данные № 59 2004), Сергей Солдаткин (выходные данные № 69 2005), Игорь Дудинский (выходные данные № 80 2006), Леонид Гомберг (выходные данные № 115 2009).

## Рубрики
- Трактаты
- Публицистика
- Очерки
- Воспоминания
- Эссе
- Проза
- Поэзия
- В объективе
- Рецензии

## Общественный совет
Лев Аннинский, Фёдор Гаврин, Леонид Гомберг, Анатолий Кочанов, Вячеслав Огрызко, Ольга Потёмкина, Игорь Харичев.